# NGC 442
NGC 442 (również PGC 4484 lub UGC 789) – galaktyka spiralna (S0-a), znajdująca się w gwiazdozbiorze Wieloryba. Odkrył ją Lewis A. Swift 21 października 1886 roku.